# 86-DOS
86-DOS je bil operacijski sistem razvit v podjetju Seattle Computer Products za računalike Intel 8086. Prvotno je bil poimenovan kot QDOS (Quick and Dirty Operating System), vendar so morali po licenčnem sporu z SCP ime spremeniti v 86-DOS.
86-DOS je, podobno kot drugi operacijski sistemi iz tistega časa, deloval v ukazni vrstici. Sistem je kupil Microsoft in ga razvijal naprej pod imeni PC-DOS in MS-DOS.